# NGC 2827
NGC 2827 é uma galáxia espiral (Sb) localizada na direcção da constelação de Lynx. Possui uma declinação de +33° 52' 51" e uma ascensão recta de 9 horas, 19 minutos e 18,9 segundos.
A galáxia NGC 2827 foi descoberta em 13 de Março de 1850 por William Parsons.